# Stazione di Etchūjima
La Stazione di Etchūjima (越中島駅?, Etchūjima-eki) è una stazione ferroviaria di Tokyo, e si trova a Kōtō, nella parte orientale della città. La stazione è servita dalla linea Keiyō della JR East.

## Linee
East Japan Railway Company
■ Linea Keiyō

## Struttura
La stazione è dotata di un marciapiede a isola centrale con due binari sotterranei in profondità.
| 1 | ■ Linea Keiyō     | per Maihama, Nishi-Funabashi e Soga  |
| 1 | ■ Linea Musashino | per Nishi-Funabashi e Fuchū-Hommachi |
| 2 | ■ Linea Keiyō     | per Tokyo                            |

## Stazioni adiacenti
| «                                           | Servizio    | »           |
| Linea Keiyō                                 | Linea Keiyō | Linea Keiyō |
| ------------------------------------------- | ----------- | ----------- |
| Hatchōbori                                  | Locale      | Shiomi      |
| Il Rapido e il Rapido Pendolari non fermano |             |             |